# Phasis thero
Phasis thero är en fjärilsart som beskrevs av Carl von Linné 1764. Phasis thero ingår i släktet Phasis och familjen juvelvingar. Inga underarter finns listade i Catalogue of Life.

## Bildgalleri

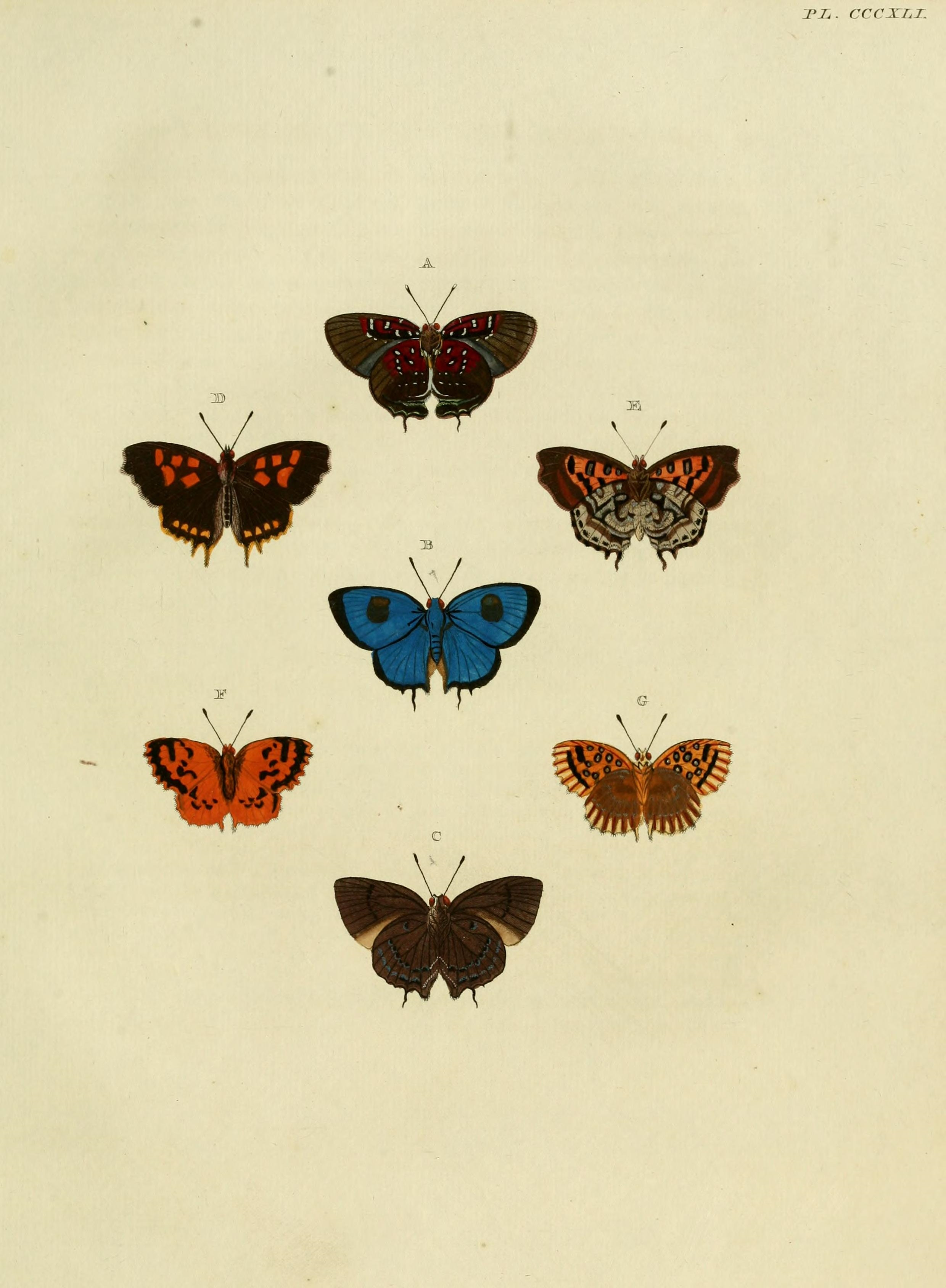